# Hjärnlob

Hjärnloberna
Nacklob (Occipitallob)
Hjässlob (Parietalob)
Pannlob (Frontallob)
Tinninglob (Temporallob)
(Ej i bild: insula, som ligger under temporalloben).
Övriga
Lillhjärnan (Cerebellum)
Förlängda märgen (Medulla oblongata)

En hjärnlob är en av de fyra eller fem olika huvuddelarna i varje hälft (hemisfär, hjärnhalva) av storhjärnan hos en människa.
Dessa hjärnlober utgjorde från början en godtycklig anatomisk indelning för att beskriva hjärnans yta. Man har dock med tiden kunnat koppla specifika funktioner till hjärnans olika lober, även om dessa funktionsrelaterade områden ibland överlappar varandra.

## Fem hjärnlober
De lober som återfinns i varje hemisfär är:
- Pannloben,[1] (frontalloben)
- Hjässloben[1] (parietalloben)
- Nackloben[1] (occipitalloben)
- Tinningloben[1] (temporalloben)
- Insula (insulära loben)